# Pedro Henriques (hockeista su pista)
Pedro Miguel Rodrigues Vicente Henriques (São Domingos de Benfica, 27 settembre 1990) è un hockeista su pista portoghese.

## Palmarès

### Club

#### Titoli nazionali
- Supercoppa del Portogallo: 4

Benfica: 2010, 2012, 2022, 2023
- Campionato portoghese: 4

Benfica: 2011-2012, 2014-2015, 2015-2016, 2022-2023
- Coppa del Portogallo: 2

Benfica: 2013-2014, 2014-2015
- Elite Cup: 2

Benfica: 2017, 2023

#### Titoli internazionali
- Coppa CERS/WSE: 1

Benfica: 2010-2011
- Supercoppa d'Europa/Coppa Continentale: 2

Benfica: 2011-2012, 2013-2014
- CERH European League: 3

Benfica: :2012-2013, 2015-2016
Reus Deportiu: 2016-2017
- Coppa Intercontinentale: 2

Benfica: 2013, 2017